# Choilley-Dardenay
Choilley-Dardenay è un comune francese di 172 abitanti situato nel dipartimento dell'Alta Marna nella regione del Grand Est.

## Società

### Evoluzione demografica
Abitanti censiti